# Fiat 2470
Le trolleybus Fiat 2470 est un modèle conçu et fabriqué par le constructeur italien Fiat Bus en Italie, sur la base du bus urbain Fiat 470 et mis en service à partir de 1979.
C'est à cette occasion que les constructeurs italiens ont repris la fabrication de nouveaux modèles de trolleybus dont ils avaient abandonné l'étude de nouveaux modèles en raison du manque de demande des services de transports en commun.

## Caractéristiques
Reposant sur un châssis de nouvelle génération à plancher bas et comportant tous les critères d'homologation modernes, ce trolleybus avait une longueur totale de 12,0 mètres. Avec le changement du code de la route italien en 1974, le poste de conduite revient normalement à gauche.
Équipé de quatre portes latérales, selon le cahier des charges italien, il pouvait être livré avec 2 ou 3 portes selon la demande des utilisateurs étrangers.
Il était fabriqué par la division Bus du groupe Fiat SpA et livré aux utilisateurs dans la teinte normalisée italienne, orange vif, il recevra une carrosserie élaborée par SOCIMI SpA sur la base de bus urbain standard Fiat 470. Il était équipé d'un ensemble de propulsion électrique des constructeurs italiens "Compagnia Generale di Elettricità" CGE ou Ansaldo.
Le Fiat Iveco 2470 sera un des trolleybus de nouvelle génération le plus diffusé en Italie. 135 exemplaires en service recensés en Italie. L'ATM Milan en a compté 70 exemplaire numérotés 901 à 970 et l'Attiva de Cagliari 40. Beaucoup ont été cédés à l'étranger, notamment à Russé 5ème ville de Bulgarie, après leur radiation progressive en Italie.